# Џек Ворнер
Џек Ворнер (енгл. Jack Warner (Џејкоб Леонард) 2. август 1892 — 9. септембар 1978) је био канадско–амерички продуцент и један од директора компаније Ворнер брадерс, јеврејског порекла.
Био је моћнији од своје браће – Сема, Харија и Алберта Ворнера, који су такође били сувласници компаније и холивудски тајкуни. Ворнер је био антифашиста и антикомуниста, подржавао је Френклина Рузвелта. Стоји иза бројних награђиваних филмова као што су Казабланка, Милдред Пирс, Моја лепа госпођице, Човек који је дошао на вечеру, Господин Скефингтон и други.